# باقرامیان، واغارشاپات
باغرامیان، واغارشاپات (به ارمنی: Բաղրամյան) یک روستا در ارمنستان است که در استان آرماویر واقع شده‌است.  در  کیلومتری شمال آرماویر، مرکز استان آرماویر واقع شده است.

## خصوصیات
باغرامیان ۲٬۷۳۱ نفر جمعیت دارد و در ارتفاع  متر بالاتر از سطح دریا قرار گرفته است.